# Vremuri
Vremuri este primul material discografic al formației Phoenix, apărut în anul 1968 la casa de discuri Electrecord. Denumirea este convențională, discul având de fapt titlul „45-EDC 10.006”.

## Prezentare
Acest disc EP a reprezentat premiul cel mare al Electrecordului pentru Festivalul Național al Studenților din 1968, ținut la Iași. Totodată, a marcat debutul seriei „beat”, o serie realizată pe discuri mici, de 45 de rotații/minut. Fotografia de pe copertă a fost făcută în Parcul Rozelor din Timișoara. Membrii formației sunt îmbrăcați cu cămăși înflorate și cu pantaloni închiși la culoare, de la costumele împrumutate de la Casa de Cultură a Studenților din Timișoara (de fapt, croite special pentru ei). Împreună cu Nicolae Covaci, Moni Bordeianu, Claudiu Rotaru și Béla Kamocsa, mai apare și Florin Dumitru, toboșarul formației Mondial, pe care Phoenix l-a împrumutat pentru înregistrări, în urma plecării lui Dorel Vintilă Zaharia. La înregistrări a mai participat și Günther Reininger, la pian și voce. Discul s-a vândut în peste 120.000 de exemplare, care s-au epuizat rapid, ceea ce a dus la propunerea formației pentru Discul de Aur. Din păcate acesta nu a fost câștigat, „din cauza veșnicelor sforării”, după cum aprecia Nicolae Covaci. Acest disc a fost reeditat în 1969, apărând într-o copertă similară celei EP-ului Totuși sînt ca voi, pe spatele căreia se aflau trecute piesele ambelor discuri. Primele două piese, „Vremuri” și „Canarul”, au fost reluate ulterior pe albumele Remember Phoenix (1991), Evergreens (1995) și Vremuri, anii 60... (1998). Celelalte două piese, „Lady Madonna” și „Friday on My Mind”, sunt preluări după formațiile The Beatles, respectiv The Easybeats.
„(Cornel) Chiriac ne-a aranjat să înregistrăm în studioul Electrecord, singura casă de producție de discuri din țară. Totul s-a derulat în mai puțin de o săptămână. Încăperea și sculele studioului nu m-au impresionat, așa că am fost cu toții surprinși cât de bine suna, tehnic vorbind, produsul final. Probabil că aveau un inginer de sunet de geniu. Am înregistrat fără prea multe repetiții, rudimentar. S-a tras întâi partea instrumentală, secția ritmică, apoi soloul de chitară, și, în final, vocea. Cam atât. Nu s-au luat instrumentele la rând, cum se face azi. A mers repede, fără reluări, fără retușuri. Am înregistrat două compoziții, «Hei, tramvai» (pe numele ei adevărat «Vremuri» – acesta era și titlul albumului) și «Canarul», plus două șlagăre internaționale, în engleză, «Lady Madonna» a lui Beatles și «Friday on My Mind» a formației australiene Easybeats (deci nu cântam piese imperialiste americane). Dacă te uiți la coperta acestui disc, care era format single, dar avea două piese pe fiecare față, puteai observa că Phoenix era deja în tranziție. Coperta ne prezintă pe toți printre trandafiri, o poză pe care e posibil să o fi făcut chiar în Parcul Rozelor. Cu toate că seria în care apăruse discul se numea «beat», noi purtăm cămăși înflorate și arătăm deja visători, aerieni, desprinși de lume, adică eram deja cu un picior în moda  hippy. La televizor și la radio, cântatul în engleză era tabu, dar industria discurilor funcționa după principii adaptate profitului. Ni s-a cerut să cântăm două șlagăre internaționale pentru ca discul să se vândă mai bine. Nu exista un motiv anume pentru care am ales «Lady Madonna» și «Friday on My Mind». Pur și simplu, ni se părea că ne mergeau bine și avea și Spitzly, adică pianul, un rol în ele. Managerii Electrecord au avut dreptate, single-ul s-a vândut foarte bine. ”—Béla Kamocsa – Blues de Timișoara, o autobiografie''

## Piese
Fața A:
1. Vremuri — muzică: Florin Bordeianu și Nicolae Covaci, text: Victor Șuvăgău și Florin Bordeianu
2. Canarul — muzică: Florin Bordeianu și Nicolae Covaci, text: Victor Șuvăgău

Fața B:
1. Lady Madonna — muzică și text: John Lennon și Paul McCartney
2. Friday on My Mind — muzică și text: Harry Vanda și George Young

Dirijor: Nicolae Covaci

Solist: Florin Bordeianu
Observație: Pe coperta albumului, ca textieri ai piesei „Vremuri” (A1) sunt creditați Florin Bordeianu și Nicolae Covaci (și nu Victor Șuvăgău), în timp ce melodia „Friday on My Mind” (B2) este atribuită greșit lui Harry Vanda, Stevie Wright și George Young.

## Componența formației
- Nicolae Covaci – chitară solo, voce
- Florin Bordeianu – solist vocal
- Béla Kamocsa – chitară bas, voce
- Claudiu Rotaru – chitară acompaniament, voce
- Florin Dumitru – baterie
- Günther Reininger – pian, voce (B1, B2)